# NGC 194
NGC 194 ist eine elliptische Galaxie vom Hubble-Typ E im Sternbild Fische auf der Ekliptik. Sie ist schätzungsweise 238 Millionen Lichtjahre von der Milchstraße entfernt und hat einen Durchmesser von etwa 110.000 Lichtjahren. Gemeinsam mit drei weiteren Galaxien bildet sie die NGC 198-Gruppe (LGG 9).

Im selben Himmelsareal befinden sich die Galaxien NGC 186, NGC 198, NGC 199, NGC 200.
Das Objekt wurde am 25. Dezember 1790 von dem deutsch-britischen Astronomen Wilhelm Herschel entdeckt.